# Oliva ascolana del Piceno
L'oliva ascolana del Piceno est le nom d'une olive de table — attribué par un label de qualité européen — produite principalement dans la province d'Ascoli Piceno dans les Marches et de plusieurs communes de la province de Teramo dans les Abruzzes.

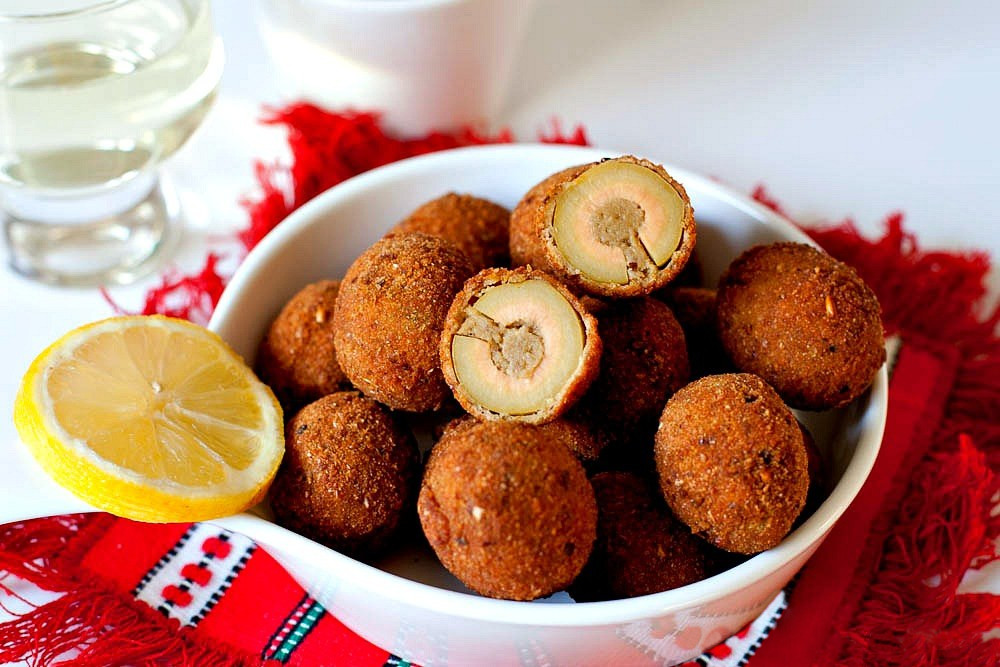
Oliva ascolana farcies.

Depuis 2005, l'appellation oliva ascolana del Piceno est protégée par le label de qualité appellation d'origine protégée (AOP) et désigne des olives en saumure ou farcies obtenues à partir de la variété d'olivier ascolana tenera.
Elle est le résultat d'un produit de qualité issu d'une histoire millénaire et d'une longue tradition consolidée, qui rendent cette production unique en son genre.

## Historique
Introduite par les Grecs et les Phéniciens dans la péninsule, elle est connue depuis l'Antiquité sous le nom de picenae. Très appréciée par les Romains, Martial la mentionne dans ses épigrammes comme stimulant d'appétits. À cette époque, à Rome, le seul nom d'olivae picenae suffisait pour identifier les olives originaires de cette province. Dans son Naturalis Historia, Pline les considère comme les meilleures olives d'Italie.
Par la suite, les moines bénédictins olivétains du Piceno furent les premiers à témoigner du caractère d'une industrie locale basée sur la préparation des olives de table. Des documents inédits, antérieurs au XIVe siècle, provenant des archives des moines bénédictins témoignent du traitement — pour en extraire le gras et l'amertume — des olives de table à base de lessive (en italien : ranno) liquide alcalin obtenu par dissolution dans de l'eau d'une partie de chaux vive et de 4 à 5 parties de cendre de bois, suivi d'une salaison pour la conservation.
Les premières notices à propos de la farce de l'olive ascolana remonte à 1600, période où une fois dénoyautées puis farcies d'herbes, elles étaient appelées aussi « olives  juives ». La recette actuelle, avec une farce majoritairement carnée, a une origine du XIXe siècle.
Au cours de son histoire, l'olive ascolana a été reconnue et appréciée par divers personnages historiques, comme le pape Sixte V, qui l'a introduit sur les tables vaticanes, ainsi que Rossini, Garibaldi et Puccini.

## Caractéristiques
Récoltée chaque année entre le 10 septembre et le 20 octobre, outre la combinaison des facteurs climatiques, la variété ascolana tenera se caractérise par la vigueur et la hauteur d'un olivier à la ramure très dense. Sa drupe de forme ovoïde a un poids moyen avoisinant les 8 g et un noyau d'un poids inférieur à 1 g, soit environ 1/9 du poids de la drupe.

### Olive en saumure
Sa couleur uniforme varie du vert au jaune paille avec une odeur caractéristique à fermentation. La saveur est légèrement acide avec un léger arrière-goût amer. Elle est croquante en bouche avec une pulpe pleine, fine et compacte, non flétrie et non granuleuse.

### Olive farcie
Elle présente une forme légèrement allongée irrégulière. Lors de la découpe, la farce de texture compacte continue à adhérer à l'olive. Son arôme est de moyenne intensité avec des notes fruitées d'olive verte et d'épices. À la dégustation, le produit est croquant, à la saveur délicate offrant un arrière-goût amer.

### La farce
Elle est à base de viande fraîche (bovin, minimum 40 % à 70 % maximum ; porc, minimum 30 % à 50 % maximum et de poulet, toléré à hauteur maximum de 10 %), cuite dans de l'huile d'olive extra vierge, du vin blanc sec, avec oignons, carottes, branche de céleris, noix de muscade et sel. Ensuite, la farce est liée avec deux à quatre œufs selon la nécessité et du fromage affiné. Facultativement, il est admis une petite quantité de sauce tomate, clou de girofle, poivre ainsi que du zeste de citron râpé.
Plat typique de la cuisine d'Ascoli, les olives ainsi préparées et enrobées de chapelure sont ensuite frites dans de l’huile jusqu’à ce qu'elles soient bien dorées. Égouttées sur du papier absorbant, elles sont servies bien chaudes.